# Lukáš Lacko
Pour les articles homonymes, voir Lacko.
Lukáš Lacko, né le 3 novembre 1987 à Piešťany en Slovaquie, est un joueur de tennis slovaque, professionnel depuis 2005.

## Carrière
En junior, il atteint le 3e rang mondial en 2005. Il atteint cette année-là les demi-finales à Roland-Garros.
Membre de l'équipe de Slovaquie de Coupe Davis, il a été sélectionné à 19 reprises entre 2006 et 2015.
À l'Open de Chennai en 2010, il se qualifie pour la première fois de sa carrière pour les quarts de finale d'un tournoi ATP en battant notamment Robby Ginepri. Peu après lors du tournoi de Zagreb, il bat la tête de série numéro 2 Ivan Ljubičić. Il est aussi quart de finaliste à Memphis où il s'incline face à Philipp Petzschner en 3 sets.
Lors de l'Open de Doha 2011, il perd en huitièmes de finale face à Rafael Nadal en ayant toutefois infligé au numéro un mondial un 6-0 (7-63, 0-6, 6-3).
Il dispute sa deuxième finale sur le circuit ATP à l'âge de 31 ans, lors du tournoi de Eastbourne 2018, battu par l'Allemand Misha Zverev en deux sets. Lors de ce tournoi, il réalise sa meilleure performance en éliminant Diego Schwartzman, 11e mondial.
Il a remporté 13 tournois Challenger en simple : à Kolding en 2007, Fergana et Séoul en 2009, Izmir et Bratislava en 2011, Helsinki en 2012, Bratislava en 2013, Tachkent en 2014, Izmir en 2015, Bratislava et Brescia en 2017, Glasgow en 2018 et Ismaning en 2019.

## Palmarès

### Titre en simple
Aucun

### Finales en simple messieurs
| No | Date       | Nom et lieu du tournoi                  | Catégorie | Dotation  | Surface      | Vainqueur       | Score    |          |
| -- | ---------- | --------------------------------------- | --------- | --------- | ------------ | --------------- | -------- | -------- |
| 1  | 30-01-2012 | PBZ Zagreb Indoors, Zagreb              | ATP 250   | 398 250 € | Dur (int.)   | Mikhail Youzhny | 6-2, 6-3 | Parcours |
| 2  | 25-06-2018 | Nature Valley International, Eastbourne | ATP 250   | 661 085 € | Gazon (ext.) | Mischa Zverev   | 6-4, 6-4 | Parcours |

### Titre en double
Aucun

### Finale en double messieurs
| No | Date       | Nom et lieu du tournoi                | Catégorie | Dotation  | Surface    | Vainqueurs                | Partenaire   | Score            |          |
| -- | ---------- | ------------------------------------- | --------- | --------- | ---------- | ------------------------- | ------------ | ---------------- | -------- |
| 1  | 17-09-2012 | St. Petersburg Open Saint-Pétersbourg | ATP 250   | 410 850 $ | Dur (int.) | Rajeev Ram Nenad Zimonjić | Igor Zelenay | 6-2, 4-6, [10-6] | Parcours |

## Parcours dans les tournois duGrand Chelem

### En simple
| Année | Open d'Australie | Open d'Australie | Internationaux de France | Internationaux de France | Wimbledon       | Wimbledon     | US Open         | US Open          |
| ----- | ---------------- | ---------------- | ------------------------ | ------------------------ | --------------- | ------------- | --------------- | ---------------- |
| 2007  | 1er tour (1/64)  | Robert Smeets    | —                        | —                        | —               | —             | —               | —                |
| 2008  | 1er tour (1/64)  | Denis Istomin    | —                        | —                        | —               | —             | —               | —                |
| 2009  | —                | —                | —                        | —                        | 1er tour (1/64) | Ivo Karlović  | —               | —                |
| 2010  | 2e tour (1/32)   | Rafael Nadal     | 2e tour (1/32)           | Mikhail Youzhny          | 2e tour (1/32)  | Jérémy Chardy | 1er tour (1/64) | Andy Murray      |
| 2011  | 1er tour (1/64)  | Roger Federer    | —                        | —                        | 1er tour (1/64) | Grega Žemlja  | 1er tour (1/64) | Donald Young     |
| 2012  | 3e tour (1/16)   | Rafael Nadal     | 1er tour (1/64)          | David Ferrer             | 3e tour (1/16)  | J.-W. Tsonga  | 1er tour (1/64) | J. Blake         |
| 2013  | 2e tour (1/32)   | Janko Tipsarević | 1er tour (1/64)          | Sam Querrey              | 1er tour (1/64) | Rajeev Ram    | 1er tour (1/64) | S. Devvarman     |
| 2014  | 1er tour (1/64)  | Novak Djokovic   | 1er tour (1/64)          | Roger Federer            | 1er tour (1/64) | Tommy Robredo | 1er tour (1/64) | Dominic Thiem    |
| 2015  | 2e tour (1/32)   | Grigor Dimitrov  | 1er tour (1/64)          | David Ferrer             | 1er tour (1/64) | Steve Johnson | 1er tour (1/64) | M. Granollers    |
| 2016  | —                | —                | —                        | —                        | 3e tour (1/16)  | Marin Čilić   | 1er tour (1/64) | Ernesto Escobedo |
| 2017  | 3e tour (1/16)   | Kei Nishikori    | —                        | —                        | —               | —             | 1er tour (1/64) | Benoît Paire     |
| 2018  | 2e tour (1/32)   | Nicolás Kicker   | —                        | —                        | 2e tour (1/32)  | Roger Federer | 1er tour (1/64) | Vasek Pospisil   |

N.B. : à droite du résultat se trouve le nom de l'ultime adversaire.

### En double
| Année | Open d'Australie           | Open d'Australie        | Internationaux de France     | Internationaux de France | Wimbledon                   | Wimbledon                | US Open                       | US Open                  |
| ----- | -------------------------- | ----------------------- | ---------------------------- | ------------------------ | --------------------------- | ------------------------ | ----------------------------- | ------------------------ |
| 2010  | 1er tour (1/32) M. Russell | S. Bolelli A. Seppi     | 1er tour (1/32) Jan Hájek    | Bob Bryan Mike Bryan     | 1/8 de finale S. Stakhovsky | R. Bopanna A. Qureshi    | 2e tour (1/16) M. Chiudinelli | Mardy Fish M. Knowles    |
| 2011  | 1er tour (1/32) F. Fognini | A. Dolgopolov Jan Hájek | —                            | —                        | 1er tour (1/32) Lukáš Rosol | J. Benneteau N. Mahut    | —                             | —                        |
| 2012  | —                          | —                       | 1er tour (1/32) P. Lorenzi   | J. I. Chela E. Schwank   | 1er tour (1/32) M. Kližan   | M. Emmrich M. Kohlmann   | 1er tour (1/32) Jan Hájek     | E. Butorac P. Hanley     |
| 2013  | 1er tour (1/32) I. Zelenay | J. Marray André Sá      | 1er tour (1/32) J. Cerretani | A. Peya B. Soares        | 1er tour (1/32) F. Polášek  | J. Benneteau N. Zimonjić | 1er tour (1/32) T. Bednarek   | J. Benneteau N. Zimonjić |
| 2018  | —                          | —                       | —                            | —                        | —                           | —                        | 1er tour (1/32) J. Millman    | R. Klaasen M. Venus      |

N.B. : le nom du partenaire se trouve sous le résultat ; le nom des ultimes adversaires se trouve à droite.

## Parcours dans lesMasters 1000
| Année | Indian Wells        | Miami                | Monte-Carlo | Madrid              | Rome | Canada              | Cincinnati | Shanghai | Paris |
| ----- | ------------------- | -------------------- | ----------- | ------------------- | ---- | ------------------- | ---------- | -------- | ----- |
| 2010  | 1er tour G. García  | 1er tour M. Berrer   | —           | 1er tour M. Youzhny | —    | —                   | —          | —        | —     |
| 2011  | —                   | —                    | —           | —                   | —    | —                   | —          | —        | —     |
| 2012  | —                   | 2e tour K. Nishikori | —           | —                   | —    | 1er tour P. Andújar | —          | —        | —     |
| 2013  | 1er tour D. Gimeno  | 1er tour Ivan Dodig  | —           | —                   | —    | —                   | —          | —        | —     |
| 2014  | —                   | 2e tour F. Fognini   | —           | —                   | —    | —                   | —          | —        | —     |
| 2015  | —                   | —                    | —           | —                   | —    | —                   | —          | —        | —     |
| 2016  | —                   | —                    | —           | —                   | —    | —                   | —          | —        | —     |
| 2017  | —                   | 1er tour Darian King | —           | —                   | —    | —                   | —          | —        | —     |
| 2018  | 1er tour D. Lajović | 1er tour Jiří Veselý | —           | —                   | —    | —                   | —          | —        | —     |
| 2019  | —                   | 1er tour R. Haase    | —           | —                   | —    | —                   | —          | —        | —     |

N.B. : sous le résultat se trouve le nom de l’ultime adversaire.

## Classements ATP en fin de saison
| Année          | 2004 | 2005 | 2006 | 2007 | 2008 | 2009 | 2010 | 2011 | 2012 | 2013 | 2014 | 2015 | 2016 | 2017 | 2018 | 2019 | 2020 |
| Rang en simple | 1034 | 423  | 225  | 138  | 318  | 82   | 89   | 112  | 50   | 81   | 95   | 111  | 122  | 92   | 115  | 185  | 200  |
| Rang en double | 1323 | 1656 | 341  | 396  | 764  | 213  | 228  | 311  | 339  | 646  | 372  | 1040 | 506  | 1225 | 1015 | -    | 524  |

Source : (en) Classements de Lukáš Lacko sur le site officiel de la Fédération internationale de tennis